# Ryan Semple
Ryan Semple (* 21. Oktober 1982 in Montreal, Québec) ist ein ehemaliger kanadischer Skirennläufer, der vor allem in den Disziplinen Slalom und Super-Kombination, anfangs auch im Riesenslalom, erfolgreich war. Er gewann in der Saison 2004/05 die Riesenslalomwertung im Nor-Am Cup, fuhr im Weltcup dreimal unter die besten 20 und nahm an drei Weltmeisterschaften sowie zwei Olympischen Winterspielen teil.

## Biografie
Semple erlernte das Skifahren im Alter von drei Jahren und gewann als Sechsjähriger sein erstes Rennen. Ab dem Alter von elf Jahren trainierte er in Mont-Tremblant Ski Club. Die ersten FIS-Rennen bestritt er im Dezember 1997 und ab Februar 1998 folgten einzelne Starts im Nor-Am Cup. Ab Januar 2000 startete er regelmäßig in der nordamerikanischen Rennserie und erzielte am 9. März 2000 seinen ersten Podestplatz im Slalom von Osler Bluff. Im selben Jahr wurde er in das Kanadische Nationalteam aufgenommen.
Am 10. Dezember 2001 gab Semple im Slalom von Madonna di Campiglio sein Debüt im Weltcup. Er fiel jedoch im ersten Durchgang aus und erzielte auch bei seinen wenigen weiteren Weltcupstarts in den nächsten Jahren noch kein zählbares Ergebnis. Der nächste Podestplatz im Nor-Am Cup gelang ihm am 5. Januar 2003 im Slalom von Sunday River, womit er in der Saison 2002/03 Rang sieben in der Slalomwertung belegte. Im Februar 2003 nahm er an den Weltmeisterschaften in St. Moritz teil und wurde 34. im Slalom, fiel jedoch im Riesenslalom aus. Den ersten Sieg im Nor-Am Cup feierte er am 5. Januar 2004 im Riesenslalom von Sunday River. Mit einem weiteren Podestplatz am nächsten Tag erreichte er in der Saison 2003/04 den dritten Platz in der Riesenslalomwertung.
Zu Beginn der Saison 2004/05 gewann Semple als 25. des Slaloms von Beaver Creek seine ersten Weltcuppunkte. Zwei Wochen später, am 22. Dezember 2004, erzielte er mit Platz 16 im Slalom von Flachau sein für lange Zeit bestes Weltcupergebnis. Bei den Weltmeisterschaften 2005 in Bormio erreichte er Platz 15 im Riesenslalom, fiel jedoch im Slalom aus. Im Nor-Am Cup gewann er in der Saison 2004/05 zwar ohne Sieg aber mit vier zweiten Plätzen die Riesenslalomwertung und wurde Vierter im Gesamtklassement.
In der Saison 2005/06 konzentrierte sich Semple weitgehend auf den Weltcup und startete in den Disziplinen Slalom, Riesenslalom und Super-Kombination. Allerdings erreichte er aufgrund vieler Ausfälle nur in drei Rennen die Punkteränge. Er kam aber ins Team für die Olympischen Winterspiele 2006 in Turin, wo er jedoch sowohl im Riesenslalom als auch in der Kombination ausfiel. Ab der nächsten Saison litt Semple an Hüftproblemen. Er startete im Weltcup nur noch im Slalom und in der Super-Kombination, konnte aber nur in zwei Super-Kombinationen punkten. Die Super-Kombination der Weltmeisterschaften 2007 in Åre beendete er an 19. Position.
Im April 2007 unterzog sich Semple einer Hüftoperation, musste aber in der Saison 2008/09 aufgrund anhaltender Probleme zwei Monate pausieren. Im Winter 2008/09 gehörte er wegen fehlender guter Resultate nicht mehr dem kanadischen Team an und er musste auf eigene Kosten Training und Rennen bestreiten. Semple gewann in der Saison 2008/09 zwei Rennen im Nor-Am Cup und erreichte mit weiteren drei Podestplätzen jeweils den zweiten Rang in der Slalom- und Super-Kombinations-Wertung, womit er sich in diesen Disziplinen einen Weltcup-Fixstartplatz für die nächste Saison sicherte. Diese Leistungen wurden vom Kanadischen Skiverband anerkennt, die Rückkehr in die Nationalmannschaft musste er sich jedoch erkaufen, da er das Alterslimit bereits überschritten hatte und keine Weltcuppunkte aufweisen konnte.
In der Saison 2009/10 startete Semple wieder im Weltcup, kam zwar wieder nur zweimal in die Punkteränge, erzielte aber mit Platz elf in der Kombination von Kitzbühel sein bis dahin bestes Weltcupergebnis. Bei den Olympischen Winterspielen 2010 in Vancouver erreichte er als bester Kanadier den 15. Platz in der Super-Kombination. Auch 2011 fuhr Semple in der Kitzbüheler Kombination auf Platz elf. Wenige Tage später war die Saison 2010/11 für ihn jedoch zu Ende. Im Training zur Weltcupabfahrt in Chamonix zog er sich Ende Januar Bänderverletzungen im Knie zu. In der Saison 2011/12 nahm Semple wieder an Nor-Am- und Weltcuprennen teil, bis er am 13. Januar 2012 in der Abfahrt der Super-Kombination von Wengen schwer zu Sturz kam. Er bestritt danach keine Rennen mehr und gab im Oktober 2012 seinen Rücktritt bekannt.

## Erfolge

### Olympische Winterspiele
- Turin 2006: ausgeschieden im Riesenslalom und in der Kombination
- Vancouver 2010: 15. Super-Kombination

### Weltmeisterschaften
- St. Moritz 2003: 34. Slalom, ausgeschieden im Riesenslalom
- Bormio 2005: 15. Riesenslalom, ausgeschieden im Slalom
- Åre 2007: 19. Super-Kombination

### Weltcup
- 3 Platzierungen unter den besten 20

### Nor-Am Cup
- Saison 2002/03: 7. Slalom
- Saison 2003/04: 3. Riesenslalom
- Saison 2004/05: 4. Gesamtwertung, 1. Riesenslalom
- Saison 2008/09: 6. Gesamtwertung, 2. Slalom, 2. Super-Kombination
- 14 Podestplätze, davon 3 Siege:

| Datum             | Ort          | Land   | Disziplin         |
| ----------------- | ------------ | ------ | ----------------- |
| 5. Januar 2004    | Sunday River | USA    | Riesenslalom      |
| 16. Dezember 2008 | Panorama     | Kanada | Super-Kombination |
| 7. Januar 2009    | Sunday River | USA    | Slalom            |

### Juniorenweltmeisterschaften
- Québec 2000: 10. Slalom, 40. Riesenslalom
- Verbier 2001: 5. Slalom, 19. Riesenslalom, 27. Super-G
- Tarvisio 2002: 24. Slalom, 17. Kombination, 35. Abfahrt

### Weitere Erfolge
- 2 kanadische Meistertitel (Kombination 2004, Super-Kombination 2010)
- 16 Siege in FIS-Rennen (13× Slalom, 2× Riesenslalom, 1× Super-G)